# Japán várkastélyai
Japán várkastélyai (城; Hepburn: shiro) egyfajta erődök voltak, elsősorban fából és kőből épültek. A várkastélyok legismertebb fa szerkezetes, lemezes formái a 16. században fejlődtek ki. A várak Japánban fontos őrző, stratégiai, valamint ellenőrző szerepet töltöttek be, mint például kikötők ellenőrzése, a folyami átkelések, áruszállítás szabályzása, védelme, vagy kereskedőutak ellenőrzése és védelme.

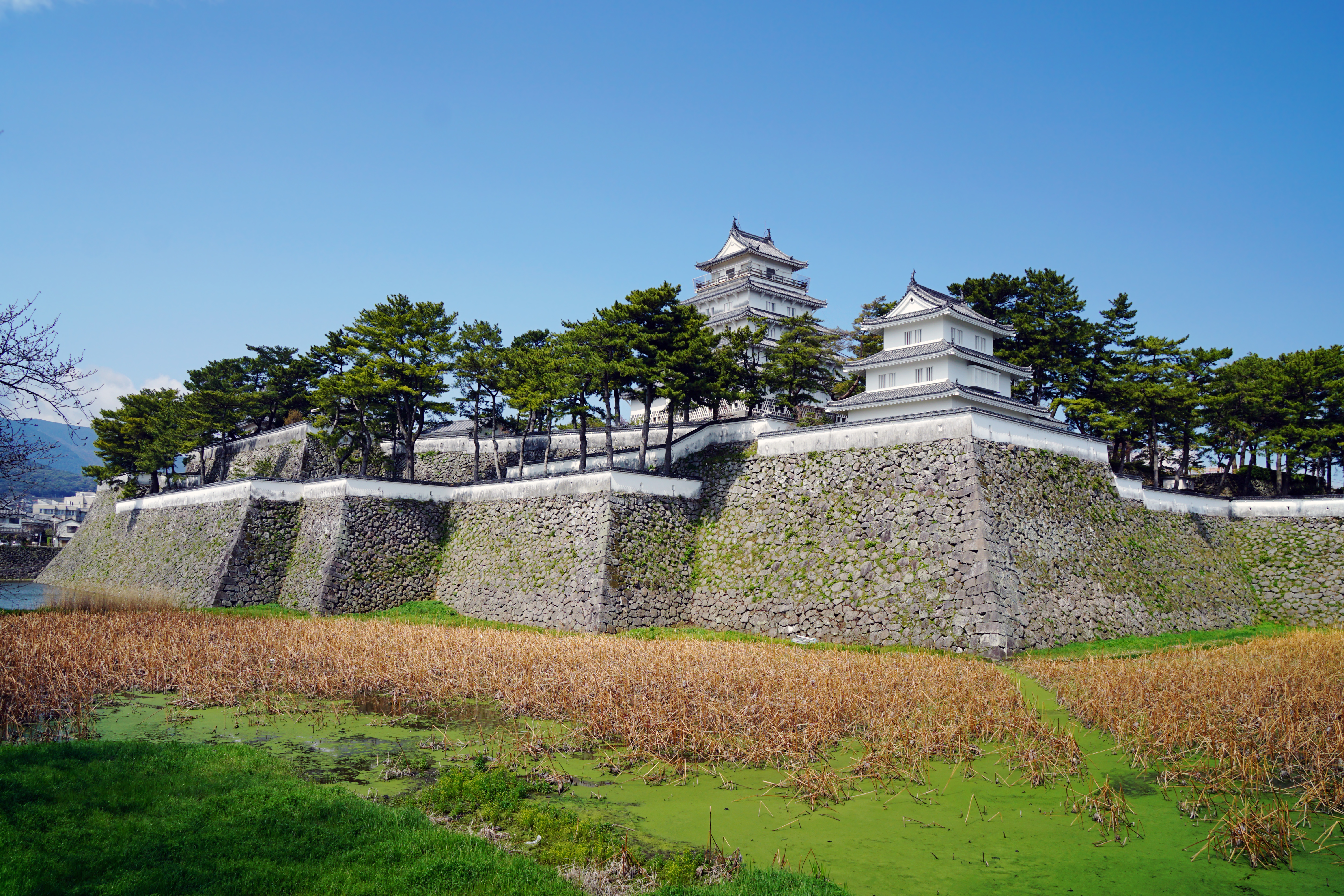
A simabarai várkastély

A későbbi századokban ugyan főleg kőből, téglából építkeztek, de mint Japán egyik jellegzetes építészete miatt faszerkezetes várkastélyok is épültek, melyek közöl sok elpusztult az évek során. Ez különösen igaz volt a Szengoku (hadakozó fejedelmek) korszakra (1467-1603), ezekben az időkben épült a ma is ismert várkastélyok többsége. Sokat újjáépítettek, vagy később a Szengoku időszak után, az Edo (1603-1867) korszakot követő időszakban, illetve újabban a nemzeti örökség részét képező helyeket és múzeumokat hoztak létre Japánban.
Ma több mint száz fennmaradt vagy részben fennmaradt várat ismerünk, de japán becslések szerint ezen várkastélyok száma elérhette akár ötezret is. Néhány vár, mint például a macuei és a kócsi, 1611-ben épült, ezek napjainkban is az eredeti fennmaradt formájukban léteznek, nem szenvedtek kárt, ostromot, vagy más katasztrófát. A hirosimai várkastély viszont egy másik véglet, ugyanis itt elpusztult az egész várkastély az atombomba lebobásakor, de átépítették 1958-ban, napjainkban múzeumként üzemel.

## A tizenkét „eredeti” várkastély
A japán várkastélyok többsége rekonstrukció. Csupán tizenkét olyan várkastély ismeretes, amely eredeti építményként maradt fenn:
1. Bicsú Macujama-várkastély
2. Hikonei várkastély
3. Himedzsi várkastély
4. Hiroszaki várkastély
5. Inujamai várkastély
6. Kócsi várkastély
7. Marugamei várkastély
8. Maruokai várkastély
9. Macuei várkastély
10. Macumotói várkastély
11. Macujamai várkastély (Ijo)
12. Uvadzsimai várkastély